# Luci Cecili Minucià Apuleu
Luci Cecili Minucià Appuleu (en llatí Lucius Cecilius Minutianus Appuleius) va ser un suposat escriptor i gramàtic romà autor de l'obra De Orthographia, del que s'han publicat diversos fragments, i suposadament també va ser autor de De Nota Aspirationis i De Diphthongis.
Johan Nicolai Madvig va demostrar que la primera obra és d'un impostor del segle xv i les altres dues obres van ser escrites al voltant del segle x.